# Les Mathématiques du Roi Heenok
 (avril 2023).
 (juin 2021).
Pour plus de détails, voir Fiche technique et Distribution.
Les Mathématiques du Roi Heenok est un documentaire réalisé par Romain Gavras et Mohamed Mazouz, sorti en décembre 2007.

## Contexte
Il a été filmé entre mars et avril 2005, au Château St Ambroise, quartier St Henri à Montréal. Fred Hanak, journaliste pour Radikal, Groove, Rap US, etc. a été le premier à rencontrer le Roi Heenok, de son vrai nom, Hénoc Beauséjour.
Réalisé par Romain Gavras et Mohamed Mazouz, le DVD suit le Roi Heenok et son collectif composé de Ugoboss, Lynn, Rapiso et d'autres affiliés du collectif Gangster & Gentleman dans leurs élucubrations.

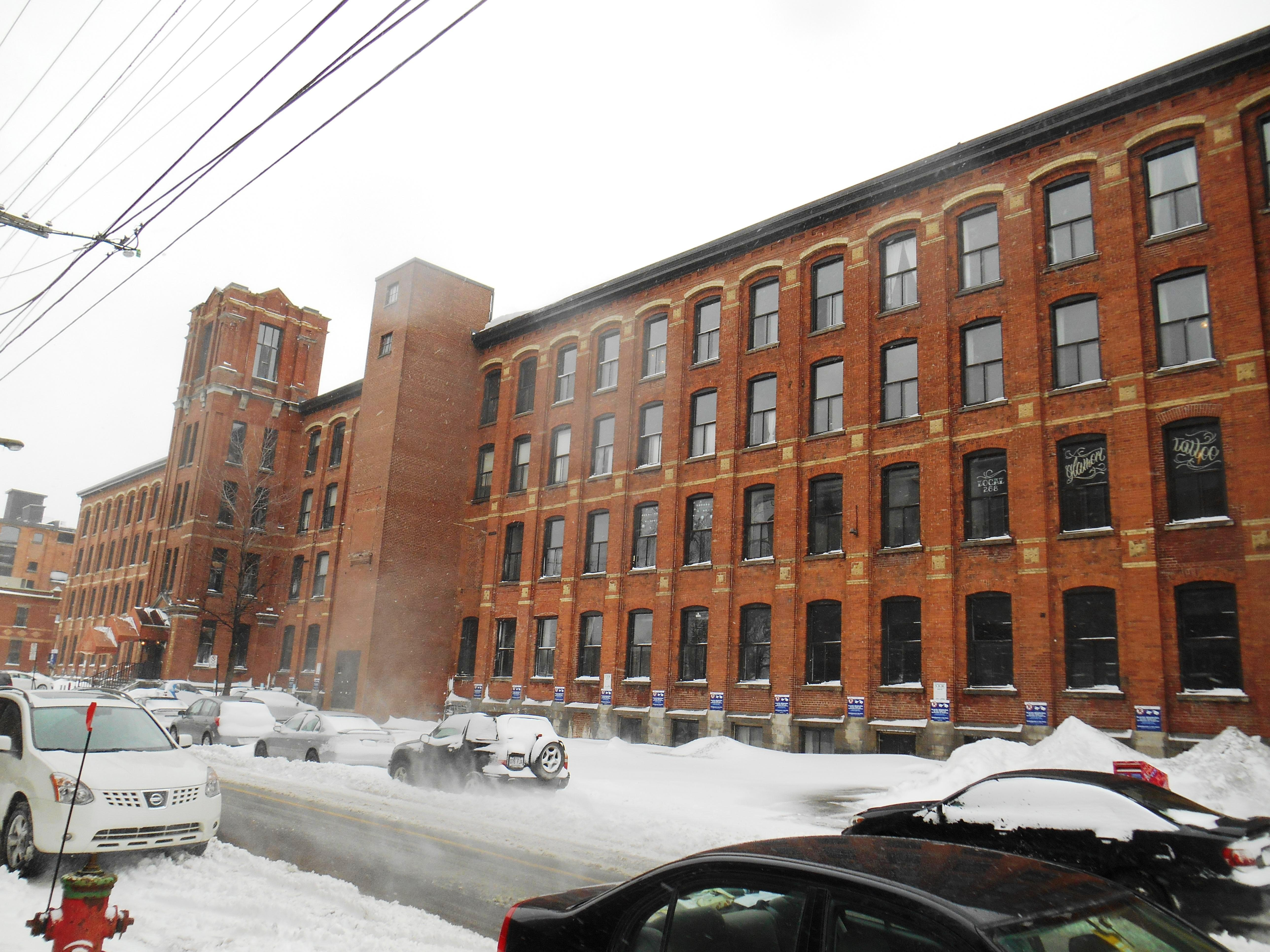
Château St-Ambroise, Saint-Henri

Tourné quasi-intégralement au Château St Ambroise où le Roi Heenok vit et enregistre ses albums, on y découvre sa fascination pour les armes à feu, la culture hydroponique, le dictateur irakien Saddam Hussein et le président Français Jacques Chirac.
Le DVD est exclusivement tourné au fisheye. Au dos du DVD un texte permet de mieux circonscrire le personnage Roi Heenok.
Il existe deux jaquettes du DVD, une faite à partir d'un patchwork bigarré où l'on trouve des images de Roi Heenok, de Frank Zappa etc., l'autre très sobre en noir et blanc.

## Le titre
Les Mathématiques du Roi Heenok renvoie à une terminologie qu'utilise souvent le Roi. C'est une référence directe aux Five Percent (secte religieuse) dont RZA du Wu-Tang Clan, Brand Nubians et d'autres acteurs du rap new-yorkais des nineties se réclamaient. Ici le sens est utilisé pour mettre en relief les conceptions absurdes et pour le moins unique du Roi Heenok.

## Polémique
Le DVD tourné au printemps 2005 par Kourtrajmé au Château St Ambroise n'aurait finalement pas eu l'aval de Roi Heenok et du collectif "Gangster & Gentlemen" dont le Roi Heenok est le fondateur. Les deux parties ne se seraient pas entendues sur le montage final et sur une rémunération du Roi Heenok.
Le DVD, déjà disponible en VPC, dès décembre 2007, ne sortira pas dans le commerce. Ce DVD devait alors être diffusé nationalement par "Just Like Hip Hop", alors distributeur. Il sera finalement exclusivement diffusé par la VPC "Crakedz" fondé par Alex Alabaz , producteur du DVD et membre du collectif Kourtrajmé, ne sortira finalement pas dans les réseaux usuels. Très vite le DVD est retiré de la vente du site mais il continuera à circuler sous le manteau.